# Nat Gertler
Nat Gertler   (30 d'abril de 1965) és un escriptor estatunidenc conegut pels seus còmics i els seus llibres sobre còmics, incloent-hi sis sobre Peanuts de Charles Schulz. Gertler és l'editor d'About Comics i va fundar un repte anual de dibuixants, el 24 Hour Comics Day. Ha estat nominat a tres premis Eisner i en va guanyar un.

## Biografia
Gertler es va criar als EUA i va estudiar al Bard College de Simon's Rock fins els 14 anys.
La seva primera història de còmic, el reportatge de sis pàgines "The Visit", va aparèixer al número 57 de Grimjack de First Comics (amb portada datada l'abril de 1989). Va publicar històries de còmics de terror a Dread of Night i Grave Tales de Hamilton Comics el 1991, i durant la dècada del 1990 va treballar per a l'editorial independent Comic Zone Productions, WaRP Graphics i Caliber Press, i en un número de Blood Syndicate per al segell Milestone Comics de DC Comics. Per a Image Comics, va escriure històries per a Big Bang Comics, núm. 8 (gener de 1997).
Va fundar l'editorial de còmics About Comics, inicialment per a la seva pròpia obra, començant amb el número 0 de The Factor (1998), i més tard abastant obres noves i reeditates d'altres creadors. About Comics continuaria publicant propietats com ara The Weasel Patrol, The Factor, Licensable Bear™ i The Liberty Project.
El 2004, va fundar el repte anual 24 Hour Comics Day per a dibuixants que produïssin un còmic de 24 pàgines, basat en un concepte concebut prèviament per Scott McCloud i Steve Bissette el 1990. A part dels còmics, ha escrit o coescrit llibres com la sèrie de llibres Complete Idiot's Guides, incloent-hi The Complete Idiot's Guide to Creating a Graphic Novel, The Complete Idiot's Guide to Music on the Internet with MP3 i The Complete Idiot's Guide to Microsoft PowerPoint 2000.
El novembre de 2016, About Comics va començar a publicar edicions facsímils de les guies The Negro Motorist Green-Book, publicades originalment per Victor Hugo Green i la seva dona Alma Green des de la dècada de 1930 fins a la de 1960 per ajudar els afroamericans a viatjar amb seguretat en uns Estats Units segregats.

## Ressenyes
La col·lecció The Peanuts de Gertler del 2010 va rebre una crítica a USA Today. El Chicago Sun-Times la va descriure com una "col·lecció de museu amb tapa protectora", i el Christian Science Monitor la va descriure com "records dels Peanuts i insercions extraïbles". Les antologies de guions de Gertler, Panel One i Panel Two, van ser esmentades per USA Today per a persones interessades a aprendre sobre còmics.

## Premis i nominacions
- Nominació al Premi Eisner de 1999: Minisèrie The Factor[15][16]
- Nominació al Premi Eisner 2006: Millor Antologia: 24 Hour Comics Day Highlights 2005, editat per Nat Gertler (About Comics)[17]
- Premi Benjamin Franklin de l'Independent Book Publishers Association 2016: Guanyador d'Or, Llibre de taula de cafè: The Snoopy Treasures (Thunder Bay Press)[18]
- Guanyador del Premi Eisner 2023: Millor llibre relacionat amb els còmics: Charles M. Schulz: L'art i la vida del creador dels Peanuts en 100 objectes de Benjamin L. Clark i Nat Gertler[19]

## Obres seleccionades

### Llibres
- Panell u: Guions de còmics dels millors escriptors (editor), About Comics, 2002 (ISBN 0-9716338-0-0)
- La guia completa per a idiotes per crear una novel·la gràfica (amb Steve Lieber ), Alpha Books, 2004ISBN 1592572332)
- Prosa de còmics: contes (editor i col·laborador), About Comics, 2004 (ISBN 0-9716338-6-X)
- The Factor (amb diversos il·lustradors), About Comics, 2004 (ISBN 0-9716338-5-1)
  - reimpressions de The Factor, números 0–4, About Comics, 1999.
  - número 0 publicat anteriorment a Negative Burn 29–31.
- Aspectes destacats del dia dels còmics de 24 hores, 2004 (editor), About Comics, 2004ISBN 0-9753958-0-7).
- 24 Hour Comics All-Stars (editor), About Comics, 2005 (ISBN 0-9753958-4-X).
- La col·lecció Peanuts: Tresors de la tira còmica més estimada del món, Little, Brown and Company, 2010 (ISBN 978-0316086103)
- Els tresors de Snoopy: una celebració il·lustrada del mundialment famós Beagle, Thunder Bay Press, 2015ISBN 978-1626864405
- Charles M. Schulz: L'art i la vida del creador dels Peanuts en 100 objectes (escrit amb Benjamin L. Clark i el Museu Charles M Schulz), Weldon Owen, 2022ISBN 978-1681888606

### Còmics
- Speed Racer Classics (Now Comics, 1998; escriptor, guió en anglès, per al manga japonès original Mach go go go de Tatsuo Yoshida)[5][20]
  - reimprès a Speed Racer : The Original Manga núm 1 (DC Comics, juny de 2000)[5]